# لوكاس بنغتسون
لوكاس بنغتسون (بالسويدية: Lukas Bengtsson)‏ هو لاعب هوكي الجليد سويدي، ولد في 14 أبريل 1994 في ستوكهولم في السويد.

## وصلات خارجية
- لوكاس بنغتسون على موقع دوري الهوكي الوطني (الإنجليزية)
- لوكاس بنغتسون على موقع دوري الهوكي للقارات (الإنجليزية)
- لوكاس بنغتسون على موقع EliteProspects.com (الإنجليزية)
- لوكاس بنغتسون على موقع Eurohockey.com (الإنجليزية)
- لوكاس بنغتسون على موقع HockeyDB.com (الإنجليزية)
- لوكاس بنغتسون على موقع أوليمبيديا (الإنجليزية)
- لوكاس بنغتسون على موقع اللجنة الأولمبية السويدية (السويدية)